# Solakli
Solakli (turecky Solaklı Çayı) je řeka na severovýchodě Turecka, v provincii Trabzon.
Je 65 km dlouhá. V oblasti pramene se nachází jezero Uzungöl.

## Průběh toku
Pramení ve Východopontských horách nedaleko průsmyku Soğanlı Geçidi. Teče převážně severním směrem údolím mezi Východopontskými horami na východě provincie Trabzon. Prochází sídly Çaykara a Dernekpazarı. Údolím řeky až k ústí prochází horská silnice D-915 mezi městem Bayburt k Černému moři. Do Černého moře vyústí v pobřežním městě Of.

## Externí odkazy

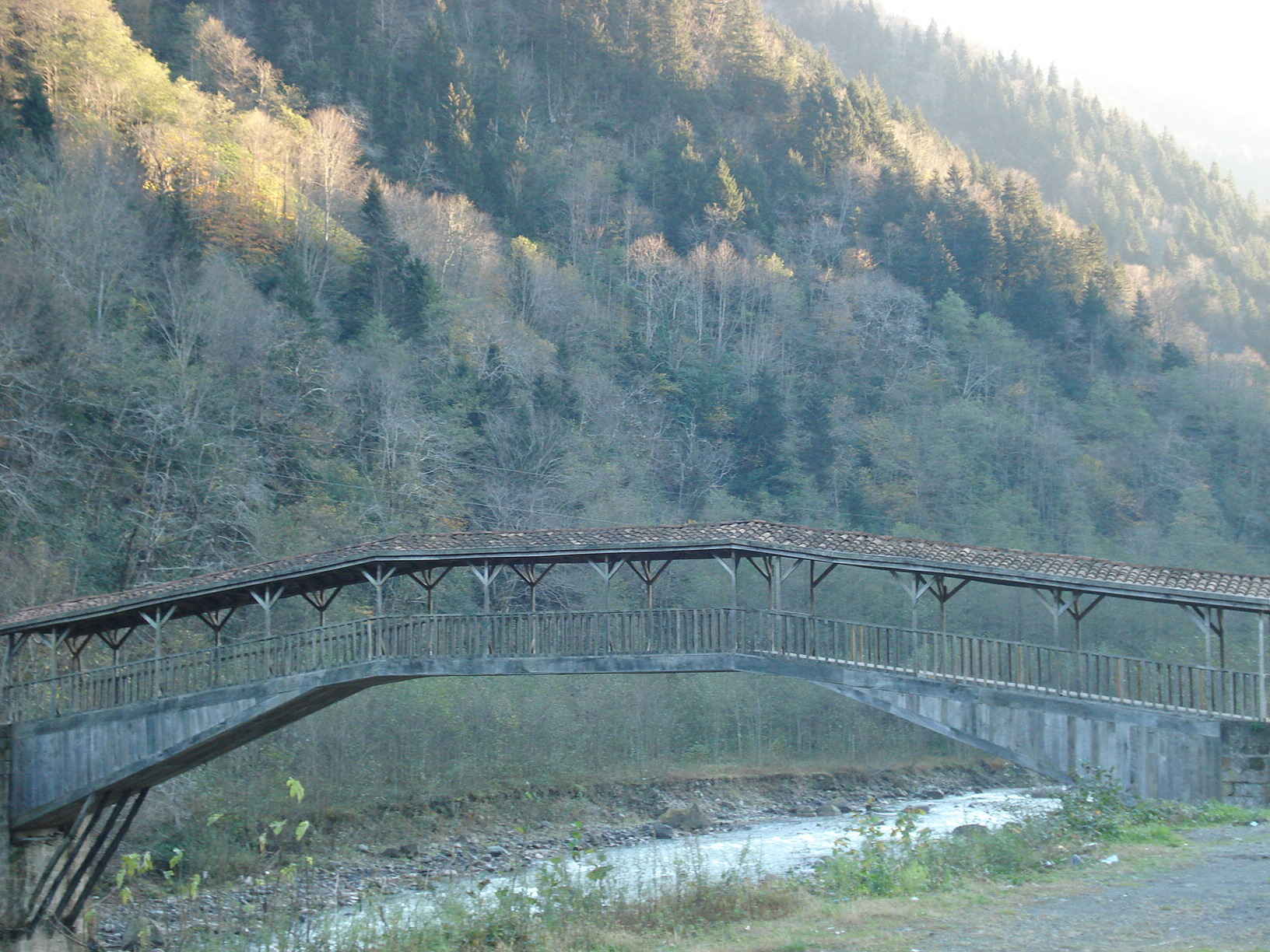
Most Hapsiyaş Köprüsü, (též Kiremitli Köprü) z roku 1935